# Zuid-Indische stekelslaapmuis
De Zuid-Indische stekelslaapmuis (Platacanthomys lasiurus)  is een zoogdier uit de familie van de dwergslaapmuizen (Platacanthomyidae). De wetenschappelijke naam van de soort werd voor het eerst geldig gepubliceerd door Blyth in 1859.

## Voorkomen
De soort komt voor in India.